# H. Newell Martin
Henry Newell Martin (* 1. Juli 1848 in Newry, County Down; † 27. Oktober 1896 in Burley-in-Wharfedale, Yorkshire) war ein britischer Physiologe.

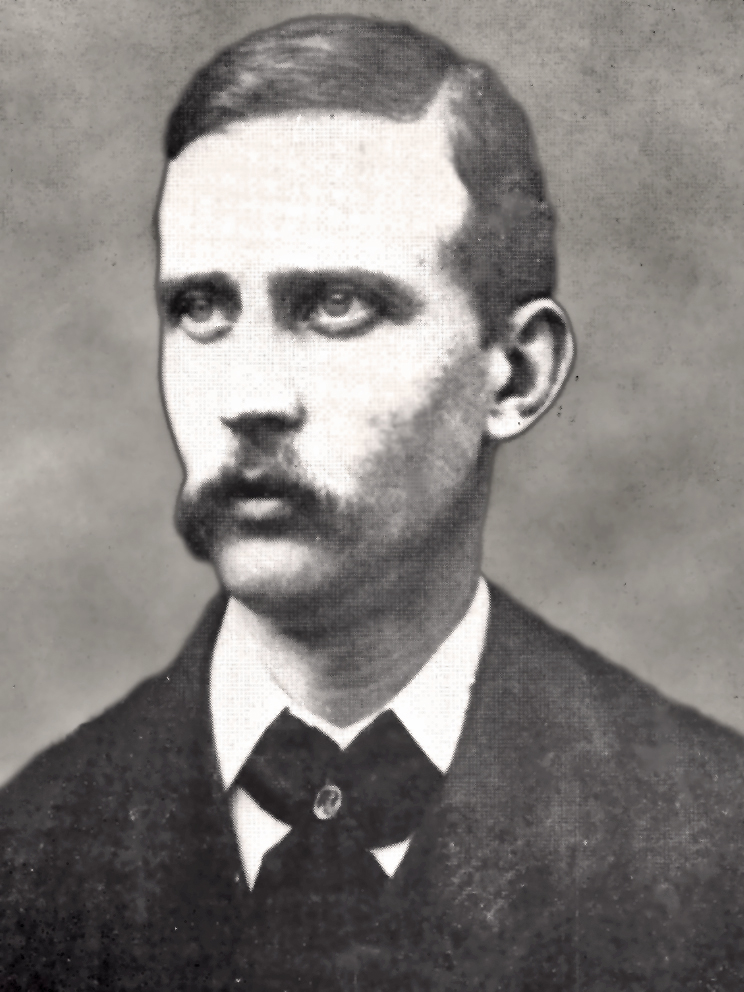
H. Newell Martin

## Leben
H. Newell Martin studierte an den Universitäten London und Cambridge. 1876 wurde er auf die erste Professur für Physiologie an der im selben Jahr gegründeten Johns Hopkins University in Baltimore berufen, wo er mit George Henry Falkiner Nuttall zusammenarbeitete. 1879 heiratete er Hetty Cary, die Witwe des konföderierten Generals John Pegram. 1885 wurde er Mitglied der Royal Society, 1890 wurde er in die American Academy of Arts and Sciences gewählt. Nach dem Tod seiner Frau im Jahre 1892 verließ Martin Baltimore 1893 und kehrte nach Großbritannien zurück.

## Werk
Martin gilt als Begründer der wissenschaftlichen Physiologie in den USA. Von besonderer Bedeutung sind seine Arbeiten zur Herzphysiologie, die durch seine damals Aufsehen erregenden Präparationen von isolierten perfundierten Säugetierherzen ermöglicht wurden.

## Schriften
- Zusammen mit Thomas Henry Huxley: A Course of Practical Instruction in Elementary Biology. London 1875.